# U nas wszystko dobrze
U nas wszystko dobrze (niem. Es geht uns gut) – powieść austriackiego pisarza Arno Geigera wydana w 2005 r., wyróżniona prestiżową nagrodą Deutscher Buchpreis – Nagrodą Związku Wydawców i Księgarzy Niemieckich.

## Zarys akcji
Głównym miejscem akcji powieści jest stara willa rodziny Sterk, znajdująca się w Hietzing, trzynastej dzielnicy Wiednia. Tę willę dziedziczy wnuk, Phillip, który podczas prac porządkowych i opróżniania willi dziadków wspomina swoją rodzinę. W kompozycji ramowej tej powieści, której akcja rozgrywa się od kwietnia do czerwca 2001, zostaje osadzona historia rodziny w latach 1938–1989, zestawiona z pojedynczych obrazów i przekazów (w zależności od perspektywy poszczególnych generacji).
- Dziadkowie Alma i Richard Sterk
- Rodzice Ingrid i Peter Erlach
- Wnukowie Sissi i Phillip

### Dziadkowie
Życie dziadków odzwierciedla historię Austrii w okresie przed- i powojennym (1938, 1955, 1962, 1982, 1989), jak i również społeczny system wartości. Richard Sterk (ur. 1901) pochodzi z bogatej, konserwatywnej rodziny, zostaje wychowany według patriarchalnych zasad okresu cesarskiego. Jako inteligentny młody człowiek („Rzymski mędrzec, mawiali o nim koledzy ze studiów.”) podejmuje studia, uzyskuje stopień doktora i robi karierę jako prawnik prawa administracyjnego oraz „wicedyrektor miejskich zakładów elektrycznych.”
Jego sześć lat młodsza żona Alma Arthofer, z sąsiedniej i wyraźnie mniej eleganckiej dwunastej dzielnicy, Meidling, porzuca studia medyczne po ślubie na rzecz prowadzenia domu oraz wychowania dzieci, syna Otto (ur. 1931) i córki Ingrid (ur. 1936). Ponieważ Alma pomaga również swojej mamie w prowadzeniu sklepu z bielizną, po drugim porodzie otrzymuje do pomocy gosposię Friede. Richard nie może oprzeć się atrakcyjności nowej pomocy domowej i wdaje się z nią w romans, którego później żałuje i ma przez to wyrzuty sumienia. „Żądza szybko mija, a poczucie winy zostaje”. To, wykraczające i naruszające jego dotychczasowe zasady, zachowanie mobilizuje go, aby uporządkować swoje życie na nowo oraz wzmocnić jeszcze bardziej swoją pozycję w rodzinie.
Przyczyną do zmiany postawy staje się aneksja Austrii w granicę Trzeciej Rzeszy (tzw. Anschluss). Jako członek ówczesnej Austriackiej Partii Chrześcijańsko-Społecznej, Richard jest poddany politycznej presji. Aby nie utracić swojego stanowiska musi podpisać „przyrzeczenie, którego treść, zniemczając tekst, mu streszczono: oczekuje się, iż nie będzie się więcej zajmował działalnością polityczną.”
Po tym, jak Richard sprzedaje sklep swojej teściowej, Alma ma teraz więcej czasu, dlatego niania nie jest już potrzebna. Richard porzuca obawę, że jego związek z Friedą się wyda. Alma, która teraz zajmuje się gospodarstwem i ogrodem, poświęca swój wolny czas muzyce i literaturze np. lekturom Schnitzlera, Stiftera i Kellera. Richard próbuje ratować sytuację rodziny i odkupuje ule od sąsiada Löwy’ego, który emigruje. W ten sposób Alma ma nowe zajęcie a Richard może znów cieszyć się rodzinną idyllą.
12 maja 1955, 3 dni przed podpisaniem austriackiego traktatu państwowego, rodzinna willa w Hietzing staje się nowym miejscem akcji, w życiu Richarda i Almy zaczyna się nowy etap. Richard korzysta z wiodącej roli konserwatystów w austriackim rządzie, zostaje mianowany na ministra oraz znacząco bierze udział w negocjacjach ze Związkiem Radzieckim o suwerenność Austrii.
Po śmierci ich syna Otto, który był członkiem Hitlerjugend i zginął podczas operacji wiedeńskiej, zaostrza się spór Richarda i Almy z ich córką Ingrid o jej chłopaka Petera. W oczach rodziców chłopak wydaje się być nierzetelny, uważają go za lekkoducha. Richard próbuje utrzymać kontrolę nad córką, Alma tylko obserwuje ten spór bezradnie. Dopiero na łożu choroby w 1989 wyraża swoją krytykę nieustępliwości oraz wszystkiego tego, co do tej pory z uprzejmości przemilczała.
W latach 50. i 60. Richard koncentruje się na piastującym urzędzie. Po tym jak nie zostaje wystawiony przez swoją partię na kandydata do Rady Narodowej, traci sens swojego życia. Nieuniknione staje się również oddalenie Ingrid od rodziny, która w międzyczasie zostaje matką Sissi i Philippa. Mimo sporadycznych rozmów telefonicznych oraz wizyt Ingrid dystansuje się rodziny nieodwracalne. Alma prowadzi spokojne życie, ponownie koncentruje się na pszczelarstwie i pasiece, grze na flecie oraz literaturze, oddala się emocjonalnie od męża.
Po śmierci Ingrid w 1974, Richard znowu zaczyna prowadzić podwójne życie, lecz wkrótce pojawiają się u niego pierwsze oznaki demencji. Alma dowiaduje się o niewierności męża dopiero w 1989 ze znalezionych listów, z których wynika, że jej mąż spędził urlop w Gastein razem z sekretarką Christl Ziehrer, swoją siostrą Nessi oraz jej mężem Hermannem.

### Rodzice
Wprowadzenie następnej grupy wiekowej jest powiązane z historycznymi wydarzeniami:
operacja wiedeńska w kwietniu 1945 przeciwko wkraczającej Armii Czerwonej zostaje zaprezentowana z perspektywy piętnastoletniego Petera Erlacha. Po tym, jak granat ręczny urywa pół głowy przywódcy chorągwi z Deutsches Jungvolk, umiera czternastoletni ochotnik Volkssturmu (prawdopodobnie Otto). Peterowi zostaje przestrzelone ramię, wszędzie panuje strach i groza przed wojną. Następnie Peter opisuje drogę z miasta przez winnice przy Kahlenbergu oraz bezskuteczną próbę znalezienia noclegu u swojego stryja Johanna. Jego chora mama oraz ojciec, o narodowosocjalistycznych zapędach, wycofali się do Vorarlbergu. Ostatecznie Peterowi udaje się ucieczka i razem z ukraińskimi żołnierzami oddala się frachtowcem po Dunaju od terenu objętego wojną.
W 1955 r. córka Sterków zaczyna brać aktywny udział w akcji. Z perspektywy dziewiętnastoletniej Ingrid czytelnik śledzi jej spór z ojcem, którego główną przyczyną jest jej związek z o sześć lat od niej starszym Peterem. Ingrid z jednej strony jest zależna od ojca, z drugiej jest na tyle zdeterminowana, by postawić na swoim. Po kolejnej sprzeczce z ojcem nie jedzie na uniwersytet, lecz do magazynu Petera, reguluje jego zadłużenie u sąsiadki w gospodzie i rozmawia z nim o jego finansowym położeniu. Ingrid wygłasza długi monolog na temat nieodpowiedzialnego zachowania Petera, podając argumenty ojca, oraz wymienia jego społeczne wyobrażenia dotyczące podziału ról w rodzinie mężczyzna-kobieta. Peter powinien porzucić dotychczasowy styl życia oraz dystrybucję gry „Czy znasz Austrię?” („Wer kennt Österreich?”), której jest autorem, i wrócić na studia. „Niestety, bardzo mi brak u ciebie tego, co papa ma w nadmiarze: życiowej trzeźwości.”
W wyniku kłótni Ingrid wyprowadza się z rodzinnego domu, przeciwstawia się ojcu, który jednak po jej ślubie (1958) wspiera ją finansowo na studiach oraz przy zakupie domu. Mimo wszystko ich relacje są nadal napięte.
Peter porzuca swój zadłużony zakład, sprzedaje swoje licencje i w 1960 otrzymuje stanowisko w Kuratorium Bezpieczeństwa Ruchu Drogowego. Ingrid kończy studia medyczne i pracuje jako lekarz w szpitalu. Na świat przychodzą dzieci jej i Petera, córka Sissi (1961) i syn Philipp (1966). Peter koncentruje się dość mocno na swojej pracy zawodowej i nie wspiera Ingrid w wychowaniu dzieci oraz w pracach domowych. Z powodu wyrzutów sumienia Ingrid postanawia zadzwonić do ojca i porozmawiać z nim szczerze w noc sylwestrową 1970. 4 lata później Ingrid tonie w Dunaju po skoku do wody podczas wycieczki z dziećmi i przyjaciółmi.
Peter musi teraz sam opiekować się dziećmi i uczyć się, jak powinien obchodzić się z huśtawką nastrojów dorastającej córki Sissi. Akcja ukazana jest także z jego perspektywy, gdy wyjeżdża z dziećmi na urlop nad Adriatyk. Sissi jawnie demonstruje swoją niechęć do tego wyjazdu oraz całkowicie ignoruje próby opowieści ojca o tutejszych krajobrazach. W takich sytuacjach Peter wykazuje większy spokój i opanowanie niż Richard. Zdaje sobie sprawę, że dzieci ciągle wspominają ostatni urlop z mamą.

### Wnukowie
Sissi znika z powieści w korku ulicznym. Jak się później dowiadujemy z przekazu Almy, Sissi mieszka w Nowym Jorku, gdzie pracuje jako socjolog i dziennikarka. Ma córkę o imieniu Parsley Sage Rosemary Thyme. Dziedziczy po Almie dwa ubezpieczenia na życie oraz udziały w cukrowni.
Phillip jest dziedzicem głównej siedziby firmy oraz protagonistą całej akcji, która zaczyna się właśnie od niego.
Od kwietnia do czerwca 2001, 36-letni Phillip porządkuje starą willę dziadków wspólnie z ukraińskimi pracownikami, Steinwaldem i Atamanowem. Obaj zostają zaangażowani do pomocy Phillipowi w uporządkowaniu strychu willi przez jego dziewczynę, Johannę, która jest meteorologiem i mężatką pewnego artysty, z którym ma dziecko. Phillip jest z nią związany, lecz jednocześnie ma romans z inną kobietą, która jest listonoszką. Phillip jest egocentrykiem, nie ma jasnych celów w swoim życiu. Razem z ukraińskimi pracownikami planuje wyjechać na Ukrainę i uczestniczyć w ślubie Atamanowa. Na końcu powieści Phillip czuje się jak bohater, który siedząc na kalenicy marzy i przenosi się w świat fantazji.

## Klasyfikacja i analiza
U nas wszystko dobrze jest powieścią społeczną, która opisuje losy trzypokoleniowej rodziny ze szczególnym uwzględnieniem domu rodzinnego. W odróżnieniu od Buddenbrooków, wątki akcji przebiegają osobno po etapie dzieciństwa, kontakty bohaterów ograniczają się jedynie do krótkich wizyt, rozmów telefonicznych oraz wsparcia finansowego rodziców.

### Tło historyczne
Bohaterowie są dość mocno osadzeni w historii Austrii poprzez konkretne informacje dotyczące daty i miejsca. Tło historyczno-geograficzne zostaje jeszcze bardziej wzmocnione poprzez komunikaty radiowe, z których jasno wynika, w jakim czasie i miejscu rozgrywa się fabuła. Ponadto poszczególni bohaterowie, przekraczając granice fikcji, biorą udział w realnych wydarzeniach, np. Ingrid odgrywa rolę statystki w filmie Radca Geiger (Der Hofrat Geiger), Peter wymyśla grę planszową „Czy znasz Austrię?”. Richard, jako minister, jest zaangażowany w negocjacjach o suwerenność Austrii w 1955, a niekończące się dyskusje o artykuł 35 są głównym powodem jego nerwowości oraz złego humoru przy śniadaniowym stole.
Motyw sprzątania i porządkowania starej rodzinnej willi symbolizuje odcięcie się od ciążącej historii rodziny.

### Próby emancypacji
Wyobrażenia i oczekiwania życiowe zmieniają się z pokolenia na pokolenie, przekształcając się w bardziej liberalne postawy. Między poszczególnymi grupami wiekowymi można zauważyć dystans. Z biegiem czasu osłabiają się więzi rodzinne, a nadzieje i marzenia ustępują na rzecz oddalenia się od siebie członków rodziny. Wnukowie opuszczają Wiedeń, zatracając tym samym więzi ze swoją rodziną. Każde pokolenie żyje swoim życiem i nie jest zainteresowane wzajemnym utrzymaniem kontaktu.
Poprzez porządkowanie poddasza willi Phillip pragnie uwolnić się od osobistego i historycznego spadku rodzinnego, jakim jest jej historia. W ostatniej, dość surrealistycznej scenie przed wyjazdem na Ukrainę, Phillip siedzi na kalenicy i ma wizję o locie nad chmurami i walce ze smokami, niczym Don Kichot. Kwestią otwartą pozostaje jego stan po powrocie do rzeczywistości.
Rozwój kobiet w tej powieści jest oparty na emancypacji, działa na nie dość wyczerpująco. Alma porzuca studia na rzecz małżeństwa oraz wychowania dzieci. Ingrid z kolei nie chce przerywać swojej pracy zawodowej na rzecz zajęcia się domem. Sissi, już jako trzecie pokolenie, kontynuuje tendencję matki i wypełnia podwójną rolę – pracuje jako dziennikarka i wychowuje córkę w Nowym Jorku.

### Kompozycja
Tworząc strukturę powieści Geiger użył tzw. techniki montażu, czyli budowanie akcji z części, które nie są ze sobą bezpośrednio połączone. Fabuła nie jest opisana chronologicznie, lecz składa się z pojedynczych akcji, tworząc pewnego rodzaju zlepek sytuacji. W tekście podane są dokładne daty, które wiążą rozwój akcji i umiejscawiają je na osi czasu. Poszczególne rozdziały są opisane z perspektywy konkretnych bohaterów, dlatego ostatecznie czytelnik otrzymuje fragmentaryczny, jak mozaika, opis całej fabuły.
W niektórych rozdziałach są podane zapisy różnych dokumentów, np. notatki Philippa, nagłówki gazet, doniesienia radiowe dotyczące wydarzeń historycznych i cytaty.

### Forma wypowiedzi
Charakterystyczną cechą tej powieści jest użycie mowy pozornie zależnej oraz monologów wewnętrznych przez bohaterów. Dzięki temu czytelnik może poznać oceny sytuacji i przebieg zdarzeń z dwóch różnych perspektyw (to, co bohater powie sam bezpośrednio i to, co powie o nim ktoś inny).
Dopiero przy łożu chorego męża, Alma, właśnie w formie monologu wewnętrznego, analizuje swoje długotrwałe wycofanie i ukrywanie swoich uczuć.
Formy wypowiedzi zmieniają się dość płynnie, np. z mowy pozornie zależnej na monolog wewnętrzny.

### Rzeczywistość i fantazja
Realne sceny z historii rodziny przeplatają się i kontrastują z częściowo surrealistycznymi i groteskowymi wątkami, których głównym przedstawicielem jest Phillip, który fantazjuje o Asji narzeczonej Atamanowa. Dziewczyna imponuje mu swoją walecznością (jest bojowniczką).
Phillip chce napisać powieść o swojej rodzinie, lecz z powodu osobistego emocjonalnego balastu całą rodzinną historią oraz chęci uwolnienia się spod tego ciężaru, wyrzuca wszystkie rodzinne dokumenty do kontenera i pozwala sprzedać je Steinwaldowi. Przy ewentualnej realizacji swojego planu napisania sagi rodzinnej, będzie bazował jedynie na swoich wspomnieniach i fantazji. To ukazuje jego skłonności do wyobrażeń i fantazjowania.

## Polska recepcja
Polskiego przekładu powieści U nas wszystko dobrze, który ukazał się na polskim rynku wydawniczym w 2009 w wydawnictwie MUZA,  dokonała germanistka i tłumaczka literatury niemieckojęzycznej Karolina Niedenthal. Powieść Arno Geigera zdobyła jedną z najważniejszych nagród literackich w Niemczech Deutscher Buchpreis, lecz w Polsce nie osiągnęła sukcesu. Nakład książki był niski, w prasie pojawiły się znikome informacje o publikacji polskiej wersji powieści (m.in. w Dzienniku Wschodnim oraz w Dzienniku Literackim). Recenzenci stwierdzili, że fundamentalnym problemem powieści jest próba zmierzenia się głównego bohatera z historią swojej rodziny, a w szerszym kontekście z historią Austrii. Sam autor stwierdza, że jego książka nie dotyczy jedynie trudnej historii, lecz traktuje także o całkiem zwyczajnym problemie dzisiejszego świata, jakim jest brak komunikacji.

## Wydania
- Es geht uns gut. Carl Hanser Verlag, Monachium 2005
- Es geht uns gut. Dtv, Monachium 2007
- U nas wszystko dobrze. Warszawskie wydawnictwo literackie MUZA SA, Warszawa 2009